# Palomarski atlas neba
Palomarski atlas neba (eng. Palomar Observatory Sky Survey) je zvjezdani atlas fotografija zvijezda i maglica precizno izmjerenih koordinata. Snimljen je na Zvjezdarnici Mount Palomaru, na 1710 m, podno 1871 m visokog Mount Palomara, širokokutnim Schmidtovim teleskopom otvora 1,24 m 1954. – 58. godine.